# نوميديون
النوميديون  هم أحد أقدم القبائل الأمازيغية في شمال إفريقيا المتاجرين مع مستوطني قرطاج. ومع نمو قرطاج، ازدهرت العلاقة مع النوميديين. استخدم الجيش القرطاجي الخيالة النوميد كمرتزقة. وقدمت نوميديا أفضل الفرسان في الحرب البونيقية الثانية. الخيالة النوميد لعبوا دوراً رئيسياً في عدد من المعارك، سواء لدعم حنبعل.

## الحروب البونيقية
خلال الحروب البونيقية، كان سيفاكس ملك المملكة أكبر نوميديين، الماسايسيلي. في عام 213 قبل الميلاد، أنهى سيفاكس تحالفه مع قرطاج. في عام 208 قبل الميلاد، انظم مرة أخرى بعد الزواج من صفنبعل، ابنة صدربعل جيسكو.
حاول سيفاكس الصلح بين «هانون باركا» وبابليوس كورنيليوس سكيبيو لتحقيق السلام بين البلدين بعد هبوط الرومان في أفريقيا. وبمساعدة الملك ماسينيسا، أطلقت قوات «بوبليوس سكيبيو» النار على معسكر سيفاكس.
الملك ماسينيسا أضاف منطقة سيفاكس السابقة إلى مملكته الشرقية ماسيلي كمكافأة اكتسبت من خلال النصر العسكري ضد قرطاج. بعد الحرب البونيقية الثانية، بدأ ماسينيسا الجمع بين النوميديين في مملكة نوميديا العظمى. أراد ماسينيسا الجمع بين الشعب الأمازيغي تحت أمة موحدة مع صناعة زراعية.

معاهدة السلام بين قرطاج وروما منعت قرطاج من دخول أي حروب دون إذن من روما. واستغل ماسينيسا المعاهدة بأخذ الأرض القرطاجية. واستخدم الحيل المختلفة للحصول على الأرض بما في ذلك أن قرطاج كان إعادة بناء البحرية على الرغم من المعاهدة التي حظرت البحرية. عندما طلبت قرطاج لاستئناف تم إرسال «كاتو الأكبر» مع لجنة للتوسط تسوية. واكدت اللجنة ان الجانبين اتفقا على قرارهما النهائى. وافق ماسينيسا ولكن بسبب كيف كانت القرارات الرومانية السابقة غير المواتية رفض قرطاج. كان «كاتو» قد خدم في الفيلق الروماني خلال الحرب البونيقية الثانية. رفض كارثاج لقبول اللجنة أقنعه بأن الحرب البونيقية الثالثة كانت مطلوبة. قدم كاتو سلسلة من الخطب إلى مجلس الشيوخ والتي انتهت بكلمة «سيرسيوم سينسيو كارثاجينم إيس ديلندام» (وعلاوة على ذلك، أنصح بتدمير قرطاج).

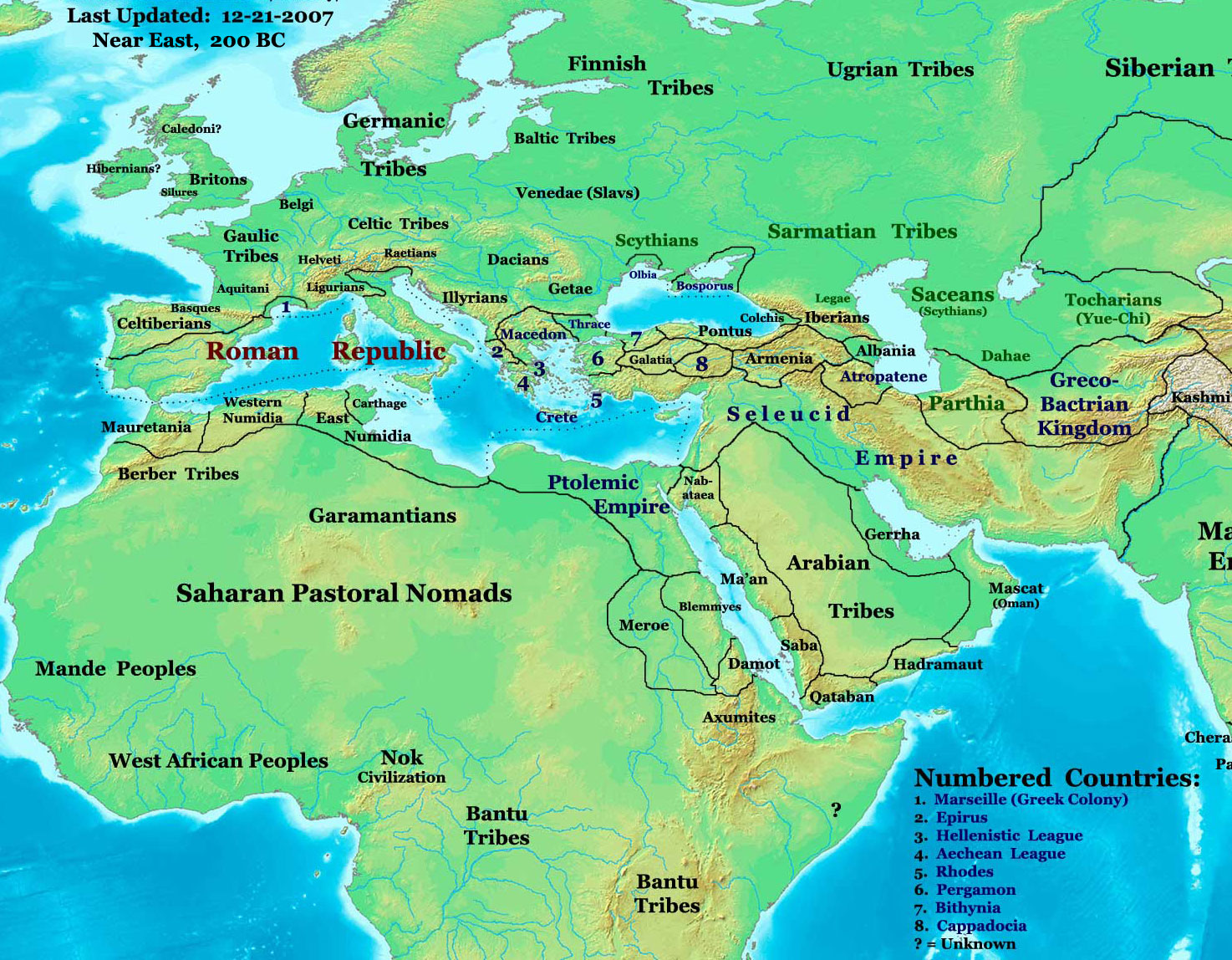
غرب العالم القديم في 200 قبل الميلاد، والتي تبين حدود الممالك النوميدية بعد الحرب البونيقية الثانية.

أيدت مجموعة من أعضاء مجلس الشيوخ القرطاجيين معاهدة سلام مع النوميديون. وكانت هذه المجموعة أقلية، ويرجع ذلك جزئيا إلى أن سكان قرطاج لا يريدون الانضمام إلى شعب كانوا يهيمنون عليه تقليديا. في نهاية المطاف تم نفي المواليين للنوميديين. وفي المنفى ذهبوا إلى ماسينيسا طلبا للمساعدة. أرسل ماسينيسا اثنين (من أربعة وأربعين) من أبناءه يطلبون بالسماح لمؤيدي النومديين بالعودة. منع قرطالو، الذي قاد جماعة ديموقراطية كانت ضد زحف النوميديين دخولهم. أرسل «هاميلكار»، وهو زعيم آخر من نفس المجموعة، حزبا لمهاجمة أبناء ماسينيسا.
أرسل ماسينيسا قوات لحصار المدينة القرطاجية أوروسكوبا ولكن تم صدها من قبل الجيش القرطاجي بقيادة هادروبال. وكان من بين القتلى اثنين من أبناء ماسينيسا. هذا أصبح العذر النهائي لروما لمهاجمة قرطاج.
في عام 149 قبل الميلاد، مات ماسينيسا بالشيخوخة. وقعت وفاته خلال الحرب البونيقية الثالثة. أصبح ميسيبسا الملك الثاني لنوميديا.